# Ramon I de Castellvell
Ramon I Bonfill de Castellvell. Senyor de Castellví de Rosanes, Voltrera, Mata i Llavaneres. (1045-1075).
Fill de Guillem I de Castellvell i d'Adelaida.
Es va casar amb Guisla, amb qui va tenir:
- Dorca de Castellvell, associat amb el seu germà.
- Pere.
- Ermessenda.
- Gombau.
- Guisla, casada amb Pere Amat de Banyeres.
- Guillem Ramon, hereu universal.